# Darwins hooibeestje
Het Darwins hooibeestje (Coenonympha gardetta darwiniana) is een vlinder uit de familie Nymphalidae. De soortnaam werd voor het eerst geldig gepubliceerd in 1871 door Staudinger.

## Kenmerken
Het Darwins hooibeestje lijkt erg veel op het alpenhooibeestje (Coenonympha gardetta) en het tweekleurig hooibeestje (Coenonympha arcania). Het wordt niet voor niets het arcania-complex genoemd. Het Darwins hooibeestje vertoont doorgaans meer grijze tot zwarte bestuiving op de onderkant van de achtervleugel, dit in tegenstelling tot het tweekleurig hooibeestje. Om het alpenhooibeestje en het Darwins hooibeestje te onderscheiden, moet men kijken naar de positie van de subapicale vlek. Bij het alpenhooibeestje ligt deze in de witte band, terwijl bij het Darwins hooibeestje deze vlek buiten de witte band ligt. De andere vlekken in de witte band zijn vaak ook van variabele grootte, net als de witte band zelf. Gelukkig is er weinig overlapping met het alpenhooibeestje, behalve in de randgebieden van zijn verspreiding.

## Verspreiding en leefgebied
Het Darwins hooibeestje komt erg lokaal in de westelijke Alpen voor. Er  zijn populaties bekend in de Franse, Zwitserse en Italiaanse Alpen. De soort bewoont bloemrijke (sub)alpiene graslanden en bosranden op een hoogte tussen 800m en 2300m. C. (g.) darwiniana vliegt in één generatie van juni tot augustus.

## Waardplanten
Als waardplant worden verschillende soorten uit de grassenfamilie gebruikt.

## Taxonomische status
De taxonomische status van deze soort wordt vaak betwist. Sommige taxonomen menen dat het hier gaat om een ondersoort van het alpenhooibeestje, anderen zijn ervan overtuigd dat het Darwins hooibeestje een hybride is tussen het alpenhooibeestje en het tweekleurig hooibeestje. Het tweekleurig hooibeestje en het alpenhooibeestje zijn over het algemeen reproductief geïsoleerd van elkaar, hoewel interactie tussen beide soorten wel degelijk bekend is. Het alpenhooibeestje en het tweekleurig hooibeestje hebben doorgaans een ander biotoop: het alpenhooibeestje leeft voornamelijk op (sub)alpiene graslanden, terwijl het tweekleurig hooibeestje zich vooral ophoudt in laagland of licht heuvelland. Hybridisatie is dus redelijk zeldzaam. Het Darwins hooibeestje en het alpenhooibeestje interageren echter veel vaker onder elkaar, waardoor hybridisatie een algemeen fenomeen wordt omdat zij eenzelfde soort biotoop bewonen. Er zijn dus wel degelijk overgangspopulaties bekend. Een andere verklaring is dat het Darwins hooibeestje een aparte soort is. Deze stelling is echter door veel taxonomen afgewezen.